# Carl Bernhard von Trinius
Carl Bernhard von Trinius (1778-1844) va ser un botànic alemany.
Trinius es va especialitzar en les gramínies i va descriure'n moltes espècies al llarg de la seva carrera incloent Agrostis pallens, Cenchrus agrimonioides i Festuca subulata.
El gènere Trinia i l'espècie Trinia glauca el recorden.